# Aleksandr Leniow
Aleksandr Iwanowicz Leniow, ros. Александр Иванович Ленёв (ur. 25 września 1944 w Stalinogorsku, w obwodzie tulskim, Rosyjska FSRR, zm. 12 listopada 2021) – rosyjski piłkarz, grający na pozycji napastnika lub pomocnika, reprezentant Związku Radzieckiego.

## Kariera piłkarska

### Kariera klubowa
Wychowanek klubu Chimik Stalinogorsk. W 1964 rozpoczął karierę piłkarską w Szynniku Jarosław. W następnym roku przeszedł do Torpeda Moskwa, w którym występował przez 7 lat. W 1971 bronił barw Wołgi Gorki, a w 1972 Torpeda Kutaisi. W 1973 roku przeszedł do Mietałłurga Tuła, w którym w 1974 zakończył karierę piłkarską.

### Kariera reprezentacyjna
16 października 1966 debiutował w reprezentacji Związku Radzieckiego w spotkaniu towarzyskim z Turcją przegranym 0:2. Łącznie rozegrał 10 meczów.
W 1968 był powołany na turniej finałowy Mistrzostw Europy we Włoszech.
W 1968 rozegrał jeden mecz w olimpijskiej reprezentacji ZSRR.

## Sukcesy i odznaczenia
Sukcesy klubowe
- mistrz ZSRR: 1965
- brązowy medalista Mistrzostw ZSRR: 1968
- zdobywca Pucharu ZSRR: 1968

Sukcesy reprezentacyjne
- uczestnik Mistrzostw Europy: 1968

Sukcesy indywidualne
- wybrany do listy 33 najlepszych piłkarzy ZSRR: Nr 2 (1966), Nr 3 (1968)

Odznaczenia
- tytuł Mistrza Sportu: 1968